# Our Lips Are Sealed (film)
Our Lips Are Sealed is een film uit 2000 onder regie van Craig Shapiro.

## Verhaal
Omdat de zusjes Parker belangrijke getuigen zijn bij een diamantroof worden zij met hun ouders door de Amerikaanse regering geplaatst in een getuigenbeschermingsprogramma. De zusjes zijn echter nogal flapuiten en kunnen het geheim moeilijk bewaren. Nadat ze al op vele plaatsen in geheel Amerika geplaatst zijn, worden ze als laatste poging overgebracht naar Australië, waar ze als de familie Turtleby zullen moeten leven.

## Rolverdeling
| Acteur             | Personage                    |
| ------------------ | ---------------------------- |
| Ashley Olsen       | Abby Parker                  |
| Ashley Olsen       | Abby Turtleby                |
| Ashley Olsen       | Andrea Frauenfelder          |
| Mary-Kate Olsen    | Maddie Parker                |
| Mary-Kate Olsen    | Maddy Turtleby               |
| Mary-Kate Olsen    | Karla Frauenfelder           |
| Jim Meskimen       | Rick Parker/Stanley Turtleby |
| Tamara Clatterbuck | Teri Parker/Shirley Turtleby |
| Robert Miano       | Emil Hatchew                 |
| Jason Clarke       | Mac                          |
| Richard Carter     | Sidney                       |
| Jo Phillips        | Agent Kathryn Smith          |
| Harold Hopkins     | Shelby Shaw                  |
| Ernie Hudson Jr.   | Agent Banner                 |
| Willie Garson      | Agent Norm                   |
| Jade Bronneberg    | Victoria                     |
| Ryan Clark         | Pete                         |
| Scott Swalwell     | Avery                        |
| Nina Schultz       | Sheila                       |